# Municipio Barinas
Barinas es un municipio ubicado en el Centro del estado venezolano homónimo. Con una superficie de 3304 km², es el quinto municipio más grande del estado, y limita al Norte con Bolívar y Cruz Paredes, al Sur con Pedraza y el Estado Apure, y al Este con Obispos y Sosa. Está compuesto por catorce parroquias y nueve poblados: Quebrada Seca, San Silvestre, Santa Inés, Santa Lucía, Torunos, La Caramuca, El Corozo, La Mula, y la capital municipal y estadal, Barinas. Esta última está dividida entre las parroquias Méndez, Alto Barinas, Corazón de Jesús, El Carmen, Betancourt y Barinas.
Con 471 182 habitantes, tiene el 47,21 % de la población del Estado Barinas. Con una densidad poblacional de 149,99, es el municipio más hacinado del estado. Declarada patrimonio cultural de Venezuela en 2006, la ciudad de Barinas tiene 421 182 habitantes, y es la ciudad más poblada del estado y la novena del país.

## Historia
Creado en el año 1938 y gobernado por el Consejo Municipal dependiente a su vez del Consejo Legislativo del Estado y de la Gobernación, hasta 1989 cuando se crea en Venezuela la figura del alcalde, siendo el 1.er Alcalde el Dr Samuel Darío Maldonado (1990/1993) a quien debe su nombre el Hospital Materno Infantil de Barinas.

## Geografía
El municipio se caracteriza por sus zonas llanas y sus zonas más altas al pie de una cordillera en la parte sur. El territorio municipal de topografía plana, a 152 m.s.n.m no está urbanizado totalmente.

## Infraestructura

### Vías interurbanas
Hacia el Norte, la autopista de los Llanos conecta a Barinas con Barquisimeto, Valencia, Acarigua-Araure, Guanare y San Carlos, a través de Barrancas y otros poblados. Hacia el Oeste, la avenida Intercomunal conecta a Barinas y Quebrada Seca con Mérida, Valera y El Vigía, a través de Barinitas y otros poblados. Hacia el Este, una carretera conecta a Barinas y Torunos con San Fernando, a través de Libertad, Ciudad de Nutrias y otros poblados. Hacia el Sur, la carretera Troncal 5 conecta a Barinas, La Caramuca, El Corozo y La Mula, con Cúcuta, San Cristóbal y Arauca, a través de Pedraza, Socopó, Santa Bárbara, El Cantón y otros poblados; además, una carretera interconecta Torunos, San Silvestre y el Municipio Pedraza. Vías no pavimentadas interconectan esta carretera, Santa Inés y Santa Lucía.

### Avenidas

#### Este-Oeste
Las avenidas Alberto Arvelo Torrealba, Los Andes y 23 de enero, interconectan la carretera Troncal 5 y las parroquias Barinas, El Carmen, Méndez y Alto Barinas. Tienen trece semáforos y un paso elevado sobre las avenidas Cuatricentenaria y Codazzi. La redoma de Punto Fresco, con una estatua de Ezequiel Zamora, separa Los Andes y la 23 de enero. Dan acceso a la estatua El Chigüire; los concesionarios Avila Motors, Sei Motors, Oshima Motors, Expomotriz, Autocentro Occidental, Gerar Motors, Hinollanos de Hino, Toyomax de la Toyota, y Yoko Motors de la Mitsubishi; los centros comerciales Locatel —con la tienda de electrodomésticos MultiMax—, El Dorado —con el supermercado Garzón—, Cima —con el hotel Cima—, Doña Grazia, Pereira, Forum, Central Plaza, Barinas, Doña Miriam, Petruzziello y Vemeca; las tiendas de ropa Traki, Casa Ropa y Mundo Total; las tiendas de hogar CasaPro y Mango Bajito; las ferreterías Mango Center, Cadelma y Don Antonio; las estaciones de servicio El Venezolano, La Nonna, La 55 y El Terminal; los bancos 100 %, Banesco, Provincial, DelSur, BFC, Venezuela, y dos sucursales del Bicentenario; el centro empresarial Atef Nemer, con la tienda de electrodomésticos Ivoo; la farmacia Farmatodo; los restaurantes Punto Fresco, La Casa del Llano, Altamira, La Cascada y El Budare; los restaurantes de comida rápida McDonald's, Burguer King, Pollo Crujiente y Sabana Burguer; los hoteles Wisam, Cacique, Varyna, Valle Hondo, La Choza, Turístico Varyna y Bristol; las universidades Santiago Mariño y Unellez, con su jardín botánico; el parque La Federación; los bloques de apartamentos El Marqués, Llano Alto, 23 de enero, Puertas del Sol, Terra Nostra y La Floresta, incluyendo la panadería La Floresta y la farmacia La Trinidad; la aseguradora Multinacional de Seguros; el museo de los Llanos; el Parque Ferial; la manga de coleo municipal; el Gimnasio Cubierto; la Residencia del Gobernador y su plazoleta; el club Italo; las iglesias Universal del Reino de Dios, y católica de El Carmen; el consejo legislativo del Estado Barinas; la telefónica CANTV; la eléctrica Corpoelec; y la panificadora Barinas, entre otros.
Las avenidas Universidad, Adonay Parra y Sucre, interconectan las parroquias Barinas, El Carmen, Méndez y Alto Barinas. Tienen ocho semáforos y dan acceso al comando policial de Alto Barinas Sur; los centros comerciales Sageco, Costa Bella, Virgen de Coromoto y Galería Don Samuel; los supermercados Hadaz y Don Samuel; las universidades Santa María y Agustín Codazzi; el colegio Andrés Eloy Blanco; la Ciudad Deportiva; el club Maporal; las farmacias La Trinidad y Sucre; la estación de servicio Don Samuel, con la panadería Los Olivos; el paseo Independencia; el aeropuerto nacional Luisa Cáceres de Arismendi; el parque Vial; los hoteles Carrizal y Victoria; la tienda de hogar Megatienda del Colchón; y la procuraduría estadal, entre otros.
La calle Bolívar o antiguo camino real, en el centro de la ciudad ha sido declarada patrimonio cultural del país.

#### Norte-Sur
Las avenidas Cuatricentenaria, Agustín Codazzi y Agustín Figueredo, interconectan las parroquias Betancourt, El Carmen, Méndez y Corazón de Jesús. Tienen siete semáforos y dan acceso a la alimenticia Polar; sucursales del banco Provincial, el bodegón Del Catador, la ferretería Mango Center, la farmacia Farmatodo, y el supermercado Mercal; las estaciones de servicio La Avenida, La Llanerita, La Marqueseña, El Terminal, El Parque, El Caney, Vista Hermosa, La Codazzi, La Victoria y La Cardenera; las sedes del TSJ, el IVSS, el CICPC y los ministerios de Agricultura y de Vivienda; la eléctrica Corpoelec; los mercados municipales Bicentenario y Sur; los parques Los Mangos, Vial y Jimmy Flores; el destacamento 14; el terminal municipal; las escuelas Técnica Industrial y Libertador; el hotel Mastranto; la concesionaria Hinollanos, de Hino; los centros comerciales Barinas y Doña Miriam; el bloque de apartamentos Agustín Codazzi; el hospital Materno Infantil; y el paseo Bolívar y San Martí, entre otros.
Las avenidas Industrial y Ribereña interconectan las parroquias Betancourt, Barinas y Corazón de Jesús. Tienen cinco semáforos, y la redoma Industrial y su Obelisco, las separa de la carretera Troncal 5. Dan acceso a la gasífera PDVSA Gas; las sedes del Saime, el Inces, la Zona Educativa, el Ipasme, el PSUV y la Contraloría; las ferreterías Decoceca y Domosa; las escuelas El Pozón, El Industrialito, Ciudad de Barinas, César Acosta e Ignacio Villasmil; la estación de bomberos; las galleteras Inaica y Trigo de Oro; las estaciones de servicio Llano Petrol, Barinas 2000, Av. Industrial y Bomba Lara; las clínicas Funsalud, Cardiomet y Caritas; el preescolar Ana María Campos; la proveedora de agua Hidroandes; la universidad Francisco de Miranda; el diario De los Llanos; el obelisco Las Américas; y la plaza La Biblia, entre otros.

### Centro
La plaza Bolívar de Barinas, que ocupa dos manzanas, está rodeada por la catedral Nuestra Señora del Pilar, el teatro Esteban Ruiz Guevara, la orquesta Juvenil e Infantil, el instituto Casa de la Cultura, la telefónica CANTV, la gobernación de Barinas, la escuela Estado Guárico, y los palacios Episcopal y Marqués De Pumar. La plaza Razetti, de media manzana, tiene la Alcaldía al frente. La plaza O'Leary tiene el liceo homónimo al frente. La plaza Zamora está rodeada por la Contraloría, el hotel Internacional, la estación de servicio Bomba Lara, y la clínica Unidad de Cirugía Ambulatoria, entre otros. La plaza El Estudiante está rodeada por el banco Bancaribe; las farmacias Farmatodo y Unión; el edificio Le Francia, con la tienda informática PC Mall; y la tienda de ropa Blumer Center, entre otros. Hay otra plaza llamada Páez.
La avenida Cedeño da acceso al hospital Luis Razetti, el internado judicial y la avícola Amanacu, entre otros. La avenida Cruz Paredes da acceso al paseo Los Trujillanos, la panificadora Barinas; la tienda de hogar Mango Bajito; el mercado de buhoneros Unitrae; la tienda de deportes Ferrepesca; el restaurante Arabito Alí; las farmacias Laroce y Páez; los bancos Banesco, Mercantil y BNC; y el mercado municipal La Carolina, entre otros. Cerca, en la avenida Andrés Varela, está el estadio de fútbol La Carolina, sede del Zamora FC.

### Pueblos
En La Caramuca se encuentran una cancha de béibol; los restaurantes La Estancia, La Embajada, El Peaje, La Fogata de la Nonna, La Romana, Gaucho Grill, La Cachama Dorada, Así es mi Llano y El Cabrestero; las caballerizas RM del Nilo y JS Andrés; la petrolera Oil Tools; el club Cermopa; las posadas Valle del Sol y Los Manantiales; la tienda de hogar Transvel; la licorería La Chencha; y el hotel Florentina, entre otros. En El Corozo se encuentran una cancha de sóftbol, la estación de servicio El Corozo, y los restaurantes La Parrillera y El Gran Corozo, entre otros. En La Mula se encuentran la cancha Asdrúbal Villamizar, la carnicería El Punto Ideal, la posada El Encanto del Río, y los restaurantes Tete Crespo, Concordia Suite, La Cachamita Dorada y El Rey del Pescado, entre otros. En Quebrada Seca se encuentran una cancha; la subestación eléctrica Guanapa; los restaurante La Gallardera y Parángula Grill; los hoteles Diamante, Monterrey y Las Gardenias; la escuela Irmis Cadenas de Hernández; el hospital General de Barinas; y la licorería La Vergareña, entre otros. Al frente de la plaza Bolívar de San Silvestre, se encuentra el CDI San Silvestre.

## Bienes históricos

### Calle Bolívar
La calle Bolívar es una deteriorada vía de transporte que atraviesa la parroquia Barinas. Anteriormente llamada calle de El Comercio, su extremo Norte es la avenida Industrial, y el Sur es la avenida Andrés Varela. Construida como parte de un camino real entre 1762 y 1790, fue durante mucho tiempo la calle principal de la ciudad. Durante la época colonial, daba acceso una iglesia llamada El Carmen. En 1813, Simón Bolívar supuestamente pernotó en una casa adyacente a la calle. En 1911 se construyó en la calle el puente Patria y Unión, sobre el caño El Cañito, y luego las aceras. En 1930 se construyó lo que fue conocido como El Terraplén, el cual constituyó las bases de una prolongación de la calle, hasta kilómetro y medio al Sur de la avenida Garguera.
Declarada patrimonio cultural de Venezuela en 2006, el Instituto de Patrimonio Cultural catalogó en 2003, cuarenta y cinco inmuebles adyacentes a la calle como culturalmente valiosos. Entre estos sitios se encuentra la Casa de los Poetas, un edificio deteriorado que cumplió funciones de residencia oficial de los gobernadores de la región, y luego de contraloría. Los poetas Alberto Arvelo Torrealba y Rafael Ángel Insausti supuestamente nacieron allí. En el cruce con la avenida Ricaurte se encuentra la plaza Páez, cuyo terreno pertenecía a la familia Páez Ortiz. El cruce con la avenida Medina Jiménez es conocido como la esquina El Mortero, debido al rumor de que allí se hacían reuniones para hablar mal de los transeúntes.
Fuente: IAM Venezuela

### DiarioLa Prensa
La Prensa «de Barinas para Venezuela» fue un diario en el Estado Barinas, publicado por la editorial Sabana y dirigido por Alberto Santeliz. Sus ediciones están archivadas en la sala Regional de la biblioteca pública Luis Fadul Hernández, en Barinas. «El diario más importante que ha tenido Barinas», según Virgilio Tosta, publicó su primera edición el 18 de marzo de 1985, y Carlos Andrés Pérez inauguró su sede el 21 de marzo, en la avenida Andrés Varela. Inicialmente publicado en formato estándar, en 1994 cambió a tabloide, y en 2002 introdujo imágenes a color en sus primeras páginas. Con una línea editorial regionalista y localista, llegó a producir veinte mil ejemplares diarios.
Declarada patrimonio cultural de Venezuela en 2006, la entonces directora estadal del Ministerio de Cultura, Ana María Oviedo, dijo en 2010 que «...se consideró al diario La Prensa como uno de los diarios escritos patrocinantes (sic) del catálogo [del Patrimonio Cultural Venezolano], pero no por tener un valor propiamente como patrimonio cultural...». El diario cierra el 20 de mayo de 2018, debido a que la materia prima perdió rentabilidad, y según sus autoridades, también a que el estado no le proveía desde su monopolio de papel. Su última edición, 11 209, tiene tres artículos de despedida, titulados «Con dolor», «¡Hasta luego!» y «De La Prensa para sus lectores».
Fuente: IAM Venezuela

### Archivo General del Estado Barinas
El Archivo General del Estado Barinas (Ageba) es una institución estadal encargada de custodiar los documentos relacionados al Estado Barinas. Ubicado en la avenida Marqués De Pumar, frente a la Gobernación de Barinas, tiene dos plantas: la primera centrada en la sección Histórica, y la segunda centrada en la sección Central. Un edificio vandalizado y deteriorado, sus documentos están desordenados y mal acoplados. Creado el 13 de marzo de 2011, su colección de documentos más antigua es de los años 1863 a 1869. Una serie de documentos de los años 1867 a 1869, evidencian una crisis política regional. Registrado como bien de interés cultural de Venezuela en 2005, sus archivos han sido administrados por un archivero desde 1949.
Los archivos coloniales de la Provincia de Barinas fueron destruidos durante la Independencia (1811-23). Bajo el gobierno provincial de Agustín Codazzi (1845-49), se construyeron escaparates con llave para guardar los documentos jurídicos. Bajo el gobierno de Francisco Parra Pacheco, designado por Cipriano Castro, se creó el «Archivo zamorano», antecedente del Ageba.
Fuente: IAM Venezuela

## Demografía
Para 2001, el 56,27 % de la población del Municipio Barinas es masculina. El 53,19 % tiene menos de veinte años, el 36,57 % tiene de 20 a 39 años, el 18,77 % tiene de 40 a 59 años, el 5,58 % tiene de 60 a 79 años, y el 1,01 % tiene más de ochenta años. Con una tasa de analfabetismo de 12,55 %, el 56,26 % no estudia, el 0,13 % tiene educación especial, el 3,71 % tiene educación preescolar, el 52,95 % tiene educación primaria, el 13,72 % tiene educación media, el 0,89 % tiene educación técnica media, el 3,19 % tiene educación técnica superior, y el 7,57 % tiene educación universitaria. Entre quienes estudian, solo el 7,55 % lo hace en escuelas privadas. Con una tasa de desempleo de 46,96 %, el 3,52 % son cesantes, el 1,19 % busca empleo por primera vez, el 21,06 % son amos de casa, el 12,38 % estudia y no trabaja, el 1,66 % están jubilados o pensionados, y el 1,75 % están incapacitados para trabajar.
|  | Gráfico no disponible temporalmente debido a problemas técnicos. |

|                   | Municipio | Municipio | Ciudad  | Ciudad   |
| ----------------- | --------- | --------- | ------- | -------- |
| 1873              | 11 563    |           | 3950    |          |
| 2001              | 263 272   | +2176,80  | 228 698 | +5689,82 |
| 2007              | 319 387   | +21,31    |         |          |
| 2010              | 338 812   | +6,08     |         |          |
| 2011              | 353 851   | +4,44     | 302 896 | +32,44   |
| 2012              | 351 265   | –0,72     |         |          |
| 2018              | 434 923   | +23,82    | 372 067 | +22,84   |
| 2021              | 495 578   | +13,95    | 421 182 | +13,20   |
| Fuentes: INE, CNE |           |           |         |          |

| Pirámide de población 2001 |         |       |         |      |
| %                          | Hombres | Edad  | Mujeres | %    |
| 0,23                       |         | 85+   |         | 0,27 |
| 0,23                       |         | 80-84 |         | 0,28 |
| 0,37                       |         | 75-79 |         | 0,43 |
| 0,60                       |         | 70-74 |         | 0,62 |
| 0,74                       |         | 65-69 |         | 0,78 |
| 1,00                       |         | 60-64 |         | 1,04 |
| 1,28                       |         | 55-59 |         | 1,28 |
| 1,95                       |         | 50-54 |         | 1,95 |
| 2,63                       |         | 45-49 |         | 2,77 |
| 3,33                       |         | 40-44 |         | 3,58 |
| 3,65                       |         | 35-39 |         | 4,07 |
| 4,03                       |         | 30-34 |         | 4,60 |
| 4,40                       |         | 25-29 |         | 5,05 |
| 5,19                       |         | 20-24 |         | 5,58 |
| 5,90                       |         | 15-19 |         | 6,16 |
| 6,79                       |         | 10-14 |         | 6,88 |
| 7,31                       |         | 5-9   |         | 7,10 |
| 6,75                       |         | 0-4   |         | 6,30 |

### Parroquias por población
| Parroquia | Parroquia              | Capital       | Población (2021) |
| --------- | ---------------------- | ------------- | ---------------- |
| 1         | Ramón Ignacio Méndez   | Barinas       | 117 392          |
| 2         | Alto Barinas           | Barinas       | 107 095          |
| 3         | Corazón de Jesús       | Barinas       | 67 924           |
| 4         | El Carmen              | Barinas       | 49 153           |
| 5         | Rómulo Betancourt (RB) | Barinas       | 47 717           |
| 6         | Barinas                | Barinas       | 31 901           |
| 7         | Torunos                | Torunos       | 13 709           |
| 8         | Manuel Palacio Fajardo | La Caramuca   | 11 242           |
| 9         | Alfredo Arbelo Larriva | Quebrada Seca | 10 997           |
| 10        | Dominga Ortiz de Páez  | La Mula       | 9563             |
| 11        | San Silvestre          | San Silvestre | 8436             |
| 12        | Santa Inés             | Santa Inés    | 8241             |
| 13        | Santa Lucía            | Santa Lucía   | 7158             |
| 14        | Juan Antonio Domínguez | El Corozo     | 5050             |

## Economía
Predomina el sector ganadero, de agricultura y pescadería, no quedando vestigio de su presente y futuro el de comercio y servicio, el cual crece pujantemente con el establecimiento en la región de nuevas franquicias comerciales.

## Política y gobierno

### Alcaldes
| Período     | Alcalde                       | Partido político / Alianza | % de votos | Notas |
| ----------- | ----------------------------- | -------------------------- | ---------- | --- |
| 1989 - 1992 | Samuel Darío Maldonado        | COPEI                      | 51,60      | Primer alcalde bajo elecciones directas |
| 1992 - 1995 | Miguel Ángel Rosales Aparicio | AD                         | 31,50      | Segundo alcalde bajo elecciones directas |
| 1995 - 2000 | Rogelio Peña                  | AD                         | -          | Tercer alcalde bajo elecciones directas (se realizaron elecciones generales adelantadas en el 2000 debido a la aprobación de la Constitución de 1999) |
| 2000 - 2004 | Julio César Reyes             | MVR                        | 56,56      | Cuarto alcalde bajo elecciones directas |
| 2004 - 2008 | Julio César Reyes             | MVR                        | 89,98      | Reelecto |
| 2008 - 2013 | Abundio Sánchez               | PSUV                       | 45,04      | Quinto alcalde bajo elecciones directas (se postergan 1 año las elecciones municipales pautadas para finales del 2012)                                |
| 2013 - 2017 | José Luis Machín              | PJ MUD                     | 50,44      | Sexto alcalde bajo elecciones directas |
| 2017 - 2020 | Nancy Pérez                   | PSUV                       | 65,60      | Séptima alcalde bajo elecciones directas, dimitió para postularse a las elecciones de la Asamblea Nacional en 2020                                    |
| 2020 - 2021 | Rafael Paredes                | PSUV                       | -          | Alcalde en calidad de designado para culminar el período, fungía como presidente de la Cámara Municipal de Barinas                                    |
| 2021 - 2025 | Rafael Paredes                | PSUV                       | 43,03      | Octavo alcalde bajo elecciones directas |

### Concejo municipal
Período 2021 - 2025
| Concejales:       | Partido político / Alianza |
| ----------------- | -------------------------- |
| Alonzo Ramirez    | PSUV                       |
| Keyla Vega        | PSUV                       |
| Martha Yépez      | PSUV                       |
| Eudis Márquez     | PSUV                       |
| Yobanny Guerrero  | PSUV                       |
| Laura Freites     | PSUV                       |
| Brian Rondón      | PSUV                       |
| Wilfredo Valero   | MUD                        |
| Dayanne Contreras | MUD                        |
| Edgar Serrano     | MUD                        |
| José Rojas        | AD                         |